# Аншун
Аншун (пинјин: Ānshùn) град је у Кини у покрајини Гуејџоу. Према процени из 2009. у граду је живело 426.756 становника.

## Становништво
Према процени, у граду је 2009. живело 426.756 становника.
| 1990.   | 2000.   | 2009    |
| ------- | ------- | ------- |
| 152.810 | 270.628 | 426.756 |